# 曼努埃爾·迪亞斯·羅德里格斯
曼努埃爾·迪亞斯·羅德里格斯（西班牙語：Manuel Díaz Rodríguez，1871年2月28日—1927年8月24日），委內瑞拉作家、記者、醫生、外交官和政治家。他被認為是西班牙現代主義運動最偉大的代表之一。

## 生平
他出生在米蘭達州查考。1911年擔任教育部高等教育和美術司司長，1913年至1914年擔任外交部長。1926年成為美國國家歷史學院的成員。1927年在紐約市去世。